# Sadney Urikhob
Sadney Khoetage Urikhob (ur. 20 stycznia 1992 w Windhuku) – namibijski piłkarz grający na pozycji napastnika. Od 2022 jest zawodnikiem MH Nakhon Si City FC.

## Kariera klubowa
Karierę piłkarską Urikhob rozpoczął w klubie Orlando Pirates Windhuk. Zadebiutował w nim w 2009 roku w pierwszej lidze namibijskiej. W debiutanckim sezonie wywalczył z nim wicemistrzostwo Namibii. W 2010 roku przeszedł do Ramblers Windhuk, z którym w sezonie 2010/2011 został wicemistrzem kraju. W sezonie 2012/2013 grał w Civics FC, a w sezonie 2013/2014 w południowoafrykańskim AmaZulu FC. W sezonie 2014/2015 ponownie był zawodnikiem Civics FC.
W 2015 roku Urikhob wyjechał do Tajlandii i został piłkarzem klubu Saraburi United FC. W latach 2016–2017 grał w tamtejszym Super Power Samut Prakan FC, a w 2017 w BEC Tero Sasana FC. W 2018 roku występował w indonezyjskim PSMS Medan. W sezonie 2018/2019 grał w tanzańskim Simba SC, z którym został mistrzem Tanzanii. Z kolei w sezonie 2019/2020 został wicemistrzem Tanzanii z klubem Young Africans SC. W 2020 wrócił do Tajlandii. W sezonie 2020/2021 był piłkarzem Chiangmai FC, a w sezonie 2021/2022 - North Bangkok University FC. W 2022 przeszedł do MH Nakhon Si City FC.

## Kariera reprezentacyjna
W reprezentacji Namibii Urikhob zadebiutował 9 lutego 2011 roku w przegranym 1:2 towarzyskim meczu z Malawi, rozegranym w Windhuku.